# (7350) 1993 VA
A (7350) 1993 VA egy földközeli kisbolygó. Robert H. McNaught fedezte fel 1993. november 7-én.